# Dario Sulzer
Dario Sulzer (* 17. Juni 1979) ist ein Schweizer Politiker (SP). Er ist momentan zugleich St. Galler Kantonsrat und Stadtrat (Exekutive) in Wil.

## Herkunft, Ausbildung und Beruf
Sulzer wuchs in Wil auf, besuchte dort diverse Schulen. Anschliessend absolvierte er die Wirtschaftsmittelschule in St. Gallen. Danach arbeitete er als Sachbearbeiter, Immobilienverwalter und schliesslich in der Jugendarbeit Wil, wo er für knapp zwei Jahre stellvertretender Leiter war. Daneben studierte er von 2005 bis 2009 Soziale Arbeit und Soziokulturelle Animation an der Hochschule Luzern. Von 2009 bis 2013 arbeitete er als politischer Sekretär bei der SP Kanton St. Gallen. Ab 2013 war er hauptsächlich Stadtrat in Wil und studierte von 2017 bis 2021 Soziale Arbeit im Masterstudium.

## Politik
Seit 2000 ist Sulzer Mitglied der SP. Von 2001 bis zu seiner Wahl in den Stadtrat 2013, war Sulzer Mitglied des Wiler Stadtparlaments. Von 2004 bis 2007 war er Fraktionspräsident und 2009 schliesslich Präsident des Stadtparlaments. Seit 2012 sitzt er im Kantonsrat, seit 2013 ist er Mitglied im Stadtrat. 2020 kandidierte Dario Sulzer für das Stadtpräsidium. Während er im ersten Wahlgang noch auf dem ersten Platz landete, musste er sich im zweiten Wahlgang Hans Mäder von der CVP geschlagen geben. Im Februar 2024 gab er bekannt sich der Wiederwahl als Stadtrat im Herbst nicht mehr zu stellen und damit auf Ende 2024 das Amt zu verlassen.

## Privates
Sulzer ist verheiratet und Vater zweier Kinder.